# Александар Шоштар
Александар Шоштар (21 січня 1964) — Югославський ватерполіст.
Олімпійський чемпіон 1988 року, учасник 1996 року, бронзовий медаліст 2000 року. Чемпіон світу з водних видів спорту 1991 року, срібний медаліст 2001 року.
.